# Nicholas Percy
Nicholas Percy (ur. 6 grudnia 1994) – brytyjski lekkoatleta specjalizujący się w rzucie dyskiem.
W roku 2013 zdobył w Rieti srebrny medal mistrzostw Europy juniorów.
Rekord życiowy: 67,73 (6 kwietnia 2024, Ramona).

## Osiągnięcia
| Rok  | Impreza                               | Miejsce    | Pozycja           | Wynik | Reprezentacja |
| ---- | ------------------------------------- | ---------- | ----------------- | ----- | ------------- |
| 2011 | Mistrzostwa świata juniorów młodszych | Lille      | 7. miejsce        | 58,95 | GBR           |
| 2011 | Igrzyska Wspólnoty Narodów młodzieży  | Douglas    | 2. miejsce        | 62,96 | SCO           |
| 2012 | Mistrzostwa świata juniorów           | Barcelona  | 8. miejsce        | 57,79 | GBR           |
| 2013 | Mistrzostwa Europy juniorów           | Rieti      | 2. miejsce        | 62,04 | GBR           |
| 2014 | Igrzyska Wspólnoty Narodów            | Glasgow    | el. – 13. miejsce | 56,71 | SCO           |
| 2017 | Mistrzostwa świata                    | Londyn     | el. – 29. miejsce | 56,93 | GBR           |
| 2022 | Mistrzostwa świata                    | Eugene     | el. – 14. miejsce | 63,20 | GBR           |
| 2022 | Igrzyska Wspólnoty Narodów            | Birmingham | 5. miejsce        | 63,53 | SCO           |
| 2022 | Mistrzostwa Europy                    | Monachium  | el. – 14. miejsce | 61,26 | GBR           |
| 2023 | Puchar Europy w rzutach               | Leiria     | 9. miejsce        | 60,06 | GBR           |
| 2024 | Puchar Europy w rzutach               | Leiria     | 8. miejsce        | 59,60 | GBR           |
| 2024 | Igrzyska olimpijskie                  | Paryż      | el. – 20. miejsce | 61,81 | GBR           |
| 2025 | Puchar Europy w rzutach               | Nikozja    | 8. miejsce        | 60,69 | GBR           |